# Альбатрос (фільм)
«Альбатрос» — британська драма, в якій сюжет обертається навколо письменниці-початківця-підлітка, що входить до життя дисфункціональної сім'ї, яка живе на південному узбережжі Англії. «Альбатрос» — це метафора, що використовується для опису постійної та неминучої тривоги.
Фільм повністю знято на острові Мен, за підтримки уряду острова. Для режисера Наяла МакКорміка фільм став дебютним. Дебютує також сценарист Тамзіна Рафн, яка написала сценарій на власному досвіді бунтівного підлітка.
Прем'єра фільму відбулася на Единбурзькому міжнародному кінофестивалі в червні 2011 року. «Альбатрос» був випущений у Великій Британії 14 жовтня 2011 року, отримавши змішані відгуки.

## Сюжет
Бунтівний підліток, Емілія Конан Дойл (Джесіка Браун Фіндлей), яка вважає себе наступником Артура Конана Дойла, влаштувалась прибиральницею в приморському готелі, що належить Джонатану Фішеру (Себастьян Кох). Він є письменником з
Німеччини, який бореться з письменницькою кризою, оскільки його успішний перший роман
The Cliff House опублікований 21 рік тому. Джонатан живе у готелі з дружиною Джоа (Джулія Ормонд) та двома
дочками: сімнадцятирічна Бет (Фелісіті Джонс) і шестирічна Посі. Сам Джонтатан постійно ховається на горищі, працюючи над своїм твором. Шлюб тріщить по швам, оскільки Джоа є нещасливою через відсутність успіху в
роботі свого чоловіка та відсутності батьківської опіки. Тим часом Емілія почала жити разом зі своїми дідусем
та бабусею, оскільки матір покінчила життя самогубством.
Впродовж свого першого робочого дня Емілі зустрічає Джонатана мастурбуючим на горищі та знайомиться з Бет, яка готується вивчати медицину в Оксфорді. Вона ж запрошує героїню на сімейний обід, під час якого Емілія розповідає, що пише роман і хоче рівнятись на Конан Дойла. Пізніше, Джонатан пропонує їй креативні заняття з написання творів, які відбувались таємно на горищі. Одного дня, письменник завіз дівчину на могилу Артура Конана Дойла. Між ними випадково розпочались романтичні стосунки. У цей час Емілія відкриває у Бет її бунтівну сторону та дівчата стають найкращими подругами.
Головна героїня супроводжує Бет до Оксфорда для вступних екзаменів. На свою першу ніч вони пішли випити, і зрештою, це закінчилось вечіркою з іншими студентами. Бет мала випадковий секс із одним із них. Коли вони повернулись до своїх апартаментів, то дізнались, що співбесіду перенесли на сьогодні. Бет вийшла з інтерв'ю з глибокими переживаннями, але отримує глибоку підтримку від Емілії.
Після повернення з Оксфорду, головна героїня відчуває провину через свою історію з письменником і віддаляється від нього. Також вона пробує впоратися зі смертю бабусі. Через кілька днів після похорону у Бет починається нудота, яку Емілія вважала ознакою вагітності. Отож, головна героїня купила тест на вагітність для подруги. Як тільки вона залишила його в кімнаті Бет, Джонатан покликав дівчину на горище. Емілія каже письменнику, що кидає написання новели і докоряє, що він не прожив жодного дня з часу видання свого роману. У цей час Джоа застала Бет із негативним тестом на вагітність. Емілія поверталась до кімнати у той час, як Джоа сердито розповідає про Бет та знову докоряє Джонатану за його батьківство. Розчавлений письменник розповідає дружині про свій випадок із головною героїнею, після чого вона вигнала його з дому.
Наступного дня, у школі, Емелія пробує вибачитись, проте Бет відхиляє всі її спроби і каже, що вона не належить до Конан Дойлів. Ввечері, Емілія запитує у свого дідуся (Пітер Вон) про це, і він розповідає, що мама весь час брехала про те, що вони є нащадками Артура Конана Дойла. Однак дідусь пояснює, що це було метафорою, альбатросом, що стримував її, але тепер вона вільна.
Джонатан віддає дівчині свій ноутбук і заохочує продовжити писати. Тепер вона пише роман на ньому. Одного дня, чекаючи на роздрук своєї роботи в магазині, вона бачить Бет, яку Джонатан везе в Оксфорд, у своїй футболці. Емілія усміхається та махає до колишньої подруги, проте ловить лише холодний погляд Бет і знову відвертається у авто. У цей час дівчина дивиться на футболку та посміхається. Емілія сідає на свій велосипед із чернеткою роману «Альбатрос».

## У ролях
- Джессіка Браун Фіндлей у ролі Емілії Конан Дойл
- Себастіян Кох[en] у ролі Джонатана Фішера
- Фелісіті Джонс у ролі Бет Фішер
- Джулія Ормонд у ролі Джоа Фішер
- Пітер Вон у ролі Дідуся

## Розробка фільму

### Сценарій
Тамзін Рафн написала весь сценарій за 3 місяці, працюючи над ним у вихідні.
Провідною ідеєю фільму є бажання втекти від того, що стримує людину і засноване на власному досвіді автора. Рафн виросла у тихому місті Верстінг на південному узбережжі Англії і провела весь підлітковий вік з бажанням втекти. За її словами «натиск обмежень були дуже актуальними для мене в підлітковому віці. Це виявилось для мене справжнім жахом. Написання Емілії було для мене написаннямм самої себе, з додаванням певних рис для кіно, що означало дати їй якусь трагедію та старатись пояснити її поведінку».
Рафн називає Діабло Коді своїм джерелом натхнення для написання свого власного досвіду. Коді почала письменницьку кар'єру зі своїх мемуарів про роботу стриптизеркою, а згодом отримала «Оскар» за найкращий оригінальний сценарій за фільм «Джуно». Рафн розповідає: «Все, що я знала про це — зіпсовані дівчата в приморських містечках. І знаю про це, бо я була такою і завжди любила фільми про таких людей… Отож я сіла і обдумала все, що я любила у фільмах: неслухняних дівчат, приміські містечка, письменників та скандальна поведнка. Після цього я переглянула кожен фільм, який підходив мені — „Вундеркінди“, „Кальмар і кит“, „Я б хотіла, щоб ти був тут, двері в підлозі“, „Тринадцять“»

### Зйомки
«Альбатрос» знятий на острові Мен, що ідеально підходив для постановки фільму у вигаданому невеликому прибережному місті десь на материку. Для зйомок використовували історичні будинки Равенкліфа біля гаваней Дуглас і Пелль, набережна замку Рушен в Калтлауні, західне узбережжя в Нейрбіль, кладовище в Сен-Маркс та маяк в точці Айре. Епізод інтерв'ю в «Оксфорді» знятий у дворику та трапезній Коледжу Короля Вільямса.
Міністр економічного розвитку острова Аллан Белл заявив, що фільм демонструє «красу і різноманітність місць, які острів може запропонувати кінематографам».
Фільм знімався в 2009 році і завершився за шість тижнів.

## Нагороди та номінації
- Премія британського незалежного кіно (4 грудня 2011) — найперспективніший новачок (Фелісіті Джонс — номінація) та найкраща акторка другого плану (Джесіка Браун Фіндлей — номінація).
- Evening Standard British Film Awards (6 лютого 2012) — найкраща акторка другого плану (Джесіка Браун Фіндлей — номінація).